# Cyperus giganteus
El pirí (Cyperus giganteus) es una especie de planta del género Cyperus. Se distribuye entre México, las Antillas, llegando al sur hasta  Argentina  y Uruguay.

## Descripción
Planta perenne robusta, con rizomas endurecidos, de 10–30 mm de grueso; culmos redondeado-triquetros, que alcanzan un tamaño de 200–350 cm de alto, basalmente de 1–5 cm de grueso. Hojas sin láminas. Brácteas de la inflorescencia 10–12, horizontales a ligeramente ascendentes, 20–45 cm de largo, rayos 5–8, 20–25 cm de largo, rayos secundarios 5–15 cm de largo, rayos terciarios 0.5–5 cm de largo, espigas laxamente cilíndricas, 20–40 mm de largo; espiguillas (15) 50–80, lineares, cuadradas, 5–12 mm de largo y 0.6–1.4 mm de ancho, café claras o café-amarillentas, raquilla alada, persistente; escamas 8–20, ovadas, 1.8–2.2 mm de largo y 1.2–1.5 mm de ancho, 5-nervias en la parte media, caducas; estambres 3, anteras 0.7–1 mm de largo; estigmas 3. Fruto trígono, oblongo, 0.9–1 mm de largo y 0.4–0.5 mm de ancho, redondeado, punteado, café claro, sésil.

## Taxonomía
Cyperus giganteus fue descrita por Martin Vahl y publicado en Enumeratio Plantarum... 2: 364–365. 1805.

## Etimología
Cyperus: nombre genérico que deriva del griego y que significa "junco".

## Usos
Con el Cyperus giganteus se hace cestería: cestas esteras, canastos etc.
giganteus: epíteto latino que significa "gigante, enorme".
Sinonimia
- Chlorocyperus giganteus (Vahl) Palla
- Cyperus affinis Roem. & Schult.
- Cyperus berteroi Kunth
- Cyperus comosus (Kunth) Poir.
- Cyperus conspicuus Steud.
- Cyperus densiflorus Rchb. ex Kunth
- Cyperus elatus Griseb.
- Cyperus princeps Kunth
- Cyperus pseudogiganteus Steud.
- Papyrus comosa Willd.
- Papyrus comosus Kunth
- Papyrus elegans Schrad. ex Nees
- Papyrus giganteus (Vahl) Schrad. ex Nees
- Papyrus junciformis Schrad. ex Nees
- Papyrus odoratus Willd. ex Nees
- Papyrus radiatus Schrad. ex Nees
- Papyrus spectabilis Schrad. ex Nees[3][4]